# Swarte Prinsch
De Swarte Prinsch, ook De Lytse Geast genoemd, is een poldermolen ten westen van de Friese buurtschap Kleinegeest bij Tietjerk, die in de Nederlandse gemeente Tietjerksteradeel ligt.
De Swarte Prinsch werd in 1900 gebouwd voor de bemaling van de polder Ouddeel. Hij deed als zodanig dienst tot 1960. De molen, die particulier eigendom is, is inmiddels verbouwd tot woning, maar is nog wel draaivaardig.